# Српски покрет обнове
Српски покрет обнове (скраћено СПО) је политичка странка у Србији. Од њеног оснивања 1990. до 2024. председник је књижевник Вук Драшковић. Од 12. јула 2024. На њеном челу је Александар Цветковић. Идеолошки је либерална и монархистичка странка.

## Програм

### Програмска начела
Српски покрет обнове је национална, слободарска и државотворна странка десног центра, либералних, грађанских, монархистичких, традиционалистичких, хришћанских и демократских опредељења, европских вредности и изразите прозападне политичке и вредносне оријентације.
Српски покрет обнове се залаже за националну обнову и повратак Србије њеним преткомунистичким коренима по питањима унутрашње и спољне политике, одакле и потиче назив странке. Обнова подразумева поновно успостављање парламентарне монархије на челу са династијом Карађорђевић, очување и истицање српског националног идентитета и националне традиције, културе и историје, утемељење друштва на хришћанским и породичним вредностима и повратак слободарској и државотворној стратегији Краљевине Србије и Краљевине Југославије, која је била прозападна и у свему европска. Странка баштини традицију противосовинске и ослободилачке борбе Југословенске краљевске војске у Отаџбини генерала Драгољуба Драже Михаиловића и од оснивања се одлучно залагала за његову судску рехабилитацију. Под исправљањем неправди из времена тоталитарног комунистичког режима СПО подразумева и откривање масовних гробница и судску рехабилитацију невино страдалих идеолошких непријатеља нове власти и, пре свега, отварање тајних досијеа комунистичких и посткомунистичких служби безбедности из периода од 1944. до 2000. године. Овим чином били би разоткривени и расформирани механизми којима те службе све до данас систематски нарушавају владавину права, крше основна људска права и слободе и онемогућавају демократизацију, модернизацију и европеизацију српског друштва.
Основно програмско начело Српског покрета обнове је Србија на Западу. СПО заговара безусловни и што скорији улазак Србије у Европску унију, НАТО алијансу и све друге облике евроатлантских интеграција као најважнији стратешки приоритет државне политике, што, надаље, треба да доведе до усвајања европских стандарда и вредности у политичком животу, правном поретку, економији и социјалном систему и опште модернизације и демократизације друштва. Представничка демократија, либерално грађанско друштво, владавина права, социјална сигурност и највиши ниво индивидуалних и колективних људских и мањинских права и слобода (укључујући читав корпус мањинских права националних, верских и сексуално-родних мањина према највишим европским и међународним стандардима) за Српски покрет обнове представљају неприкосновене вредности. Управо ставови по питању људских и мањинских права и слобода и залагање за унапређивање друштвеног положаја различитих мањинских групација Српски покрет обнове чине изразито либералном странком у вредносном смислу. Такође, СПО је либералан и када је у питању економска политика, јер у свом економском програму заговара либералну тржишну економију и истиче одлучујући значај приватне иницијативе за економски и социјални развој друштва. Кључ економског и социјалног, али и демографског опоравка Србије СПО види у достизању равномерног регионалног развоја кроз ефикасну децентрализацију власти на локалном и регионалном (средњем) нивоу по европским стандардима и предузимање мера убрзаног економског развоја недовољно развијених подручја. Када је реч о косовском питању, Српски покрет обнове тражи усвајање нове државне стратегије према Косову, која би подразумевала дипломатску борбу за свестрану заштиту Срба и српске културне и верске баштине на Косову и Метохији, уз европске и међународне гаранције, признајући реалност да Србија од 1999. године нема суверенитет над Косовом и успостављајући свестране добросуседске односе са Косовом, без формалног признања његове независности.
Вук Драшковић за себе каже да је „просвећени и одговорни” српски националиста, истичући политику мира, развијања свестраних добросуседских односа и међусобног уважавања са свим балканским земљама и убрзаних евроатлантских интеграција Србије као једини исправан облик српског национализма и патриотизма у данашњем времену, док ратнохушкачку, шовинистичку, реваншистичку и изолационистичку политику назива „антипатриотском”. Драшковић под национализмом подразумева „проналажење најбољих могућих решења за свој народ у датим околностима, али не на штету других народа, као и развијање добросуседских односа са народима са којима су Срби живели или још увек живе заједно, претварање свих постојећих непријатељстава у пријатељства и стварање савезништава са великим силама које одлучују о судбини овог дела света”. Треба напоменути да је Вук Драшковић био међу првим српским политичарима и писцима који су почетком 90-их година 20. века отворено иступали против ратне политике званичног Београда и још током трајања рата у бившој Југославији отворено жигосали српске злочине над бошњачким, хрватским и албанским цивилним становништвом, пре свега гранатирање Вуковара и Дубровника, опсаду Сарајева и масакр у Сребреници, за који Драшковић отворено признаје да је био геноцид. Он и данас често истиче важност не само званичног извињења највиших представника државе Србије, него и отвореног жигосања, исказивања људског саосећања и искреног покајања од стране српске политичке и интелектуалне елите и целокупне српске јавности злочина према другим народима почињених српском руком, без умањивања тих злочина и без покушаја да се они оправдају злочинима других учињеним према Србима, као и јавне осуде злочинаца, који се, према Драшковићу, ни у ком случају не смеју проглашавати националним херојима. Његова је теза да је у ратовима 90-их година 20. века укаљан српски образ и осрамоћена славна српска војничка традиција, јер су се Срби, чинећи ратне злочине, тада први пут у својој историји „уписали у књигу зла”. Лидер Српског покрета обнове истовремено говори о потреби да се политичка и интелектуална елита и целокупна јавност Хрвата, Бошњака и Албанаца на исти начин одреде према њиховим злочинима учињеним према Србима у последњој деценији 20. века, али и у Другом светском рату од стране усташа и балија, а пре свега према усташком геноциду над Србима у НДХ и етничком чишћењу спроведеном над Србима у Хрватској 1995. године у акцијама „Бљесак” и „Олуја”. Драшковић инсистира на томе да се у земљама бивше Југославије, у циљу општег регионалног помирења, спроведе процес сличан денацификацији која је спроведена у Немачкој након Другог светског рата и пада Хитлеровог режима. У том циљу СПО се залагао за искрену и посвећену сарадњу Србије са Хашким трибуналом још од његовог оснивања 1993. године.

### Симболи
Симбол СПО-а је рука са подигнута раширена три прста.
Застава СПО-а је светлоплаве, краљевске, боје са амблемом СПО у средини.
Амблем странке се представља на подлози српске тробојке на којој се налазе три стилизована ћирилична слова:
- „С” које симболизује оцила из српског националног грба;
- „П” које симболизује српску националну капу — шајкачу;
- „О” које симболизује срце и сузу.

### Сабори СПО
Сабор је највиши орган Српског покрета обнове.
До сада је одржано шест сабора: 1990, 1993, 1997, 2001, 2005, 2010, и 2015.
Последњи сабор СПО-а, одржан децембра 2015. године, носио је назив Путоказ и на њему је усвојено пет програмских декларација, а за председника странке поново је изабран Вук Драшковић.

## Историја

### Оснивање
Мирко Јовић и Вук Драшковић су на Бадње вече, 6. јануара 1989. године основали Српску народу обнову, прву српску националну странку у Југославији након обнове вишестраначја. Убрзо долази до разлаза између њих двојице, те Драшковић, са својим отцепљеним крилом СНО, заједно са Војиславом Шешељем, који је предводио Српски слободарски покрет, 14. марта 1990. оснива Српски покрет обнове. Недуго затим дошло је до одвајања Шешељеве струје, од које је настао Српски четнички покрет, а касније и Српска радикална странка.

### Српска гарда
СПО је у првим годинама ратова у Хрватској и Босни и Херцеговини организовао паравојну формацију Српска гарда, чији су команданти били Ђорђе Божовић Гишка и Бранислав Матић Бели. Бели је убијен 4. августа 1991. испред своје куће у Београду. Убице никада нису откривене, али се сумња да је атентат извела Служба државне безбедности по налогу Слободана Милошевића. Гишка гине 15. септембра исте године, у околини Госпића, у једном од првих сукоба, а команду над јединицом преузима његов заменик Бранислав Лаиновић Дуги. Након борби у Хрватској, настављена су борбена дејства у источном делу Босне и Херцеговине. Српска гарда је расформирана 1992. године, а остала је упамћена по коректном опхођењу према заробљеницима и цивилном становништву свих националности и изузетној војничкој дисциплини, те се за њу не везују пљачке и ратни злочини.

### Опозиционо деловање 90-их година
Српски покрет обнове се од свог оснивања доследно борио против аутократског режима Слободана Милошевића и водио снажну антиратну кампању, залажући се за опстанак Југославије макар у конфедералном облику или, уколико опстанак не би био могућ, за њено мирно раздруживање.
СПО је предводио све веће антивладине протесте током 90-их:
- велике антивладине демонстрација 9. марта 1991,
- демонстрације након Видовданског сабора 1992. године,
- јунске демонстрације 1993. године под називом Стоп фашизму,
- велике тромесечне демонстрације широм Србије у зиму 1996/1997, као предводник коалиције Заједно,
- антивладине демонстрације 1999. године након НАТО бомбардовања.

СПО је иницирао оснивање и предводио све велике опозиционе коалиције у последњој деценији 20. века — оба ДЕПОС-а и коалиције Заједно, као и Демократске опозиције Србије почетком 2000. године, иако је убрзо, под оштрим притиском режима и неких чланица ДОС-а, пре свих Демократске странке, иступио из тог савеза. Када је реч о 5. октобру 2000. године, Вук Драшковић истиче да је тада дошло само до смене Милошевића са чела државе, али не и до смене његовог режима, те да је Служба државне безбедности, на челу са истим људима, са којима су лидери ДОС-а, како каже Драшковић, баш као и са шефовима криминалних кланова, склопили „пакт” о рушењу Милошевића и прогласили их ослободиоцима и херојима 5. октобра, задржала све механизме притиска на политичке противнике и одлучујућег утицаја на државну политику. Он додаје да је увертира за тај „пакт” било избацивање Српског покрета обнове из ДОС-а и његово систематско разбијање путем заједничке пропаганде ДОС-а и шефова Службе државне безбедности преко државних медија под режимском контролом, што је и довело до изборног краха Српског покрета обнове 2000. године и отворило врата сарадњи ДОС-а са кључним личностима апарата насиља Милошевићевог режима и београдског подземља у току и након његове смене.
Председник странке Вук Драшковић више пута је био изложен полицијској тортури, а био је и мета више атентата од стране Службе државне безбедности по налогу Слободана Милошевића:
- током хапшења јула 1993. полиција је брутално мучила њега и његову супругу Даницу, а, након два месеца проведена у затвору, пребачени су на лечење у Француску, под притиском многих светских државника, укључујући француског председника Митерана и његову супругу Данијелу, која је лично долазила у Београд, затим америчког председника Клинтона, руског председника Јељцина, британског премијера Мејџора и грчког премијера Мицотакиса,
- у атентату на Ибарској магистрали 3. октобра 1999. године погинула су четворица његових најближих сарадника — Веселин Бошковић (Драшковићев шурак), Звонко Осмајлић, Вучко Ракочевић и Драган Вушуровић, а Вук је пуким случајем успео да прође готово неповређен,
- у атентату у Будви 15. јуна 2000. године, иако је пуцано из близине, Вук је само лакше повређен (два метка су му само окрзнула чело).

Драшковић је бруталне ликвидације политичких противника Милошевићевог режима — лидера опозиције, независних представника правосуђа и независних новинара — окарактерисао као државни тероризам, а јединице Службе државне безбедности задужене за те ликвидације назвао је „ескадронима смрти”.
Вук Драшковић је организовао посету Престолонаследника Александра II Карађорђевића, његове супруге принцезе Катарине и синова принчева Петра, Филипа и Александра Југославији 1991. године. Била је то прва посета чланова династије Карађорђевић Југославији након немачке инвазије 1941. године и напуштања земље тадашњих чланова Краљевског дома.
Године 1997. потпредседник СПО Велимир Илић напушта странку и, са одређеним бројем истомишљеника из Српског покрета обнове, у Чачку оснива народњачку странку Нова Србија.

### Учешће у Савезној влади СРЈ
Српски покрет обнове је учествовао у Савезној влади СРЈ уочи и на почетку НАТО бомбардовања, од јануара до априла 1999. године. Тада је Вук Драшковић обављао функцију потпредседника Савезне владе задуженог за спољне послове. СПО је учешће у тој влади, на чијем је челу био Милошевићев СПС, прихватио не би ли Драшковић својим међународним угледом покушао да издејствује повољније понуду међународне заједнице за решење косовског конфликта и тако спречи војну интервенцију НАТО-а. Вук Драшковић се тада заложио за прихватање завршног акта из Рамбујеа, што је државни врх Србије и Савезне Републике Југославије на челу са Слободаном Милошевићем одбио. Након тога, 24. март, отпочела је интервенција НАТО-а, а СПО је у априлу напустио Савезну владу.

### КоалицијаПреокрети сукоб у странци
Након одлуке руководства Српског покрета обнове да уђе у коалицију Преокрет са Либерално демократском партијом и Социјалдемократском унијом, долази до сукоба унутар странке крајем 2011. и почетком 2012. године.
Предлогу у уласку у ову коалицију успротивили су се потпредседници странке Срђан Срећковић, министар вера и дијаспоре и Сања Чековић, државна секретарка у министарству за људска и мањинска права, државну управу и локалну самоуправу " због залагања Преокрета за признање независности Косова и Метохије, става да је Република Српска геноцидна творевина, става да је Српска православна црква мутант погрешне политике која је уништила све што вреди у Србији и због било какве сарадње са Чедомиром Јовановићем. Они су предлагали да Српски покрет обнове остане у коалицији са Демократском странком, као главним стратешким партнером. Главни одбор СПО је 10. децембар 2011. сменио Срећковића са места потпредседника странке, а Председништво СПО их је обоје на телефонској седници искључило из странке 10. фебруара 2012. године. Срећковић и Чековићева су одмах након искључења прогласили формирање фракције Изворни Српски покрет обнове и наставили да обављају своје државне функције. Тада су посланици у Народној скупштини, чланови Српског покрета обнове, одлучили да бојкотују рад парламента док се Срећковић и Чековићева не разреше функција у Влади. Посланици из редова СПО су убрзо одустали од својих захтева, вратили се у посланичке клупе и омогућили избор члана Високог савета судства и заменика јавних тужилаца.
Главни одбор СПО је 25. фебруара 2012. године донео одлуку о учешћу Српског покрета обнове на парламентарним, покрајинским и локалним изборима 6. маја 2012. у оквиру коалиционе листе Чедомир Јовановић — Преокрет.

## Изборни резултати
| Избори | Коалиција                                   | # гласова | % од важећих | # посланика | Влада          |
| ------ | ------------------------------------------- | --------- | ------------ | ----------- | -------------- |
| 1990   |                                             | 794.789   | 15,79%       | 19 / 250    | опозиција      |
| 1992   | ДЕПОС                                       | 797.831   | 16,89%       | 30 / 250    | опозиција      |
| 1993   | ДЕПОС                                       | 715.564   | 16,64%       | 37 / 250    | опозиција      |
| 1997   |                                             | 793.988   | 19,21%       | 45 / 250    | опозиција      |
| 2000   |                                             | 141.401   | 3,05%        | 0 / 250     | ван парламента |
| 2003   | са НС                                       | 293.082   | 7,66%        | 13 / 250    | владајући      |
| 2007   | са НСС-ЛС-СЛПС-ЖЗК                          | 134.147   | 3,33%        | 0 / 250     | ван парламента |
| 2008   | За европску Србију                          | 1.590.200 | 38,42%       | 4 / 250     | владајући      |
| 2012   | Преокрет                                    | 255.546   | 6,53%        | 4 / 250     | опозиција      |
| 2014   | Александар Вучић-Будућност у коју верујемо! | 1.736.920 | 48,35%       | 5 / 250     | подршка влади  |
| 2016   | Александар Вучић-Србија побеђује!           | 1.823.147 | 48,25%       | 3 / 250     | подршка влади  |
| 2020   | Александар Вучић-За нашу децу               | 1.953.998 | 60,65%       | 3 / 250     | подршка влади  |
| 2022   | Заједно можемо све                          | 1.635.101 | 44,27%       | 2 / 250     | подршка влади  |
| 2023   | Србија не сме да стане                      | 1.783.701 | 48,07%       | 2 / 250     | подршка влади  |

| Избори       | Кандидат          | #      | 1. круг — гласови | %      | #                | 2. круг — гласови | %                | Резултат     | Детаљи                         |
| ------------ | ----------------- | ------ | ----------------- | ------ | ---------------- | ----------------- | ---------------- | ------------ | ------------------------------ |
| 1990         | Вук Драшковић     | 2.     | 824.674           | 16,40% | без другог круга | без другог круга  | без другог круга | није изабран |                                |
| 1992         | Милан Панић       | 2.     | 1.516.693         | 32,11% | без другог круга | без другог круга  | без другог круга | није изабран | подршка независном кандидату   |
| сеп-окт 1997 | Вук Драшковић     | 3.     | 852.808           | 20,64% |                  |                   |                  | [ а ]        |                                |
| дец 1997     | Вук Драшковић     | 3.     | 587.776           | 15,42% |                  |                   |                  | није изабран |                                |
| 2002         | Вук Драшковић     | 4.     | 159.959           | 4,40%  |                  |                   |                  | [ б ]        |                                |
| 2003         | бојкот            | бојкот | бојкот            | бојкот | бојкот           | бојкот            | бојкот           | бојкот       | бојкот                         |
| 2004         | Драган Маршићанин | 4.     | 414.971           | 13,30% |                  |                   |                  | није изабран | кандидат владајуће коалиције   |
| 2008         | Велимир Илић      | 3.     | 305.828           | 7,43%  |                  |                   |                  | није изабран | подршка кандидату из коалиције |
| 2012         | Чедомир Јовановић | 6.     | 196.668           | 5,03%  |                  |                   |                  | није изабран | кандидат Преокрет коалиције    |
| 2017         | Александар Вучић  | 1.     | 2.012.788         | 55,05% | без другог круга | без другог круга  | без другог круга | изабран      | кандидат СНС коалиције         |
| 2022         | Александар Вучић  | 1.     | 2.224.914         | 60,01% | без другог круга | без другог круга  | без другог круга | изабран      | кандидат СНС коалиције         |

| Избори | Кандидат            | #  | 1. круг — гласови | %     | #                | 2. круг — гласови | %                | Резултат     | Детаљи                           |
| ------ | ------------------- | -- | ----------------- | ----- | ---------------- | ----------------- | ---------------- | ------------ | -------------------------------- |
| 2000   | Војислав Михаиловић | 4. | 145.019           | 2,95% | без другог круга | без другог круга  | без другог круга | није изабран | увод у петооктобарску револуцију |

## Чланство

### Председници
| Фотографија | Име и презиме        | Почетак       | Крај          |
| ----------- | -------------------- | ------------- | ------------- |
|             | Вук Драшковић        | 1990.         | 12. јул 2024. |
|             | Aлександар Цветковић | 12. јул 2024. |               |

### Истакнути чланови
- Вук Драшковић — оснивач и први председник СПО
- Александар Цветковић — председник СПО
- Милан Урошевић - заменик председника СПО
- Александар Чотрић — потпредседник СПО
- Александар Југовић — потпредседник СПО
- Љиљана Косорић — потпредседник СПО
- Александра Јовановић— генерални секретар СПО

### Бивши чланови
- Војислав Шешељ — председник Српске радикалне странке, напустио СПО 1990.
- Велимир Илић — председник Нове Србије, напустио СПО 1997.
- Дејан Булатовић — напустио СПО 1997.
- Верољуб Стевановић — бивши градоначелник Крагујевца, са још 9 народних посланика напустио СПО 2004. како би основали Српски демократски покрет обнове (СДПО) где су он и Војислав Михаиловић до 2008. били копредседници
- Војислав Михаиловић — бивши копредседник, после 2008. једини председник Српског демократског покрета обнове, бивши председник Скупштине града Београда и унук генерала Драгољуба Драже Михаиловића, напустио СПО 2004.
- Богољуб Пејчић — бивши народни посланик, напустио СПО 2004.
- Благица Костић — бивши народни посланик, напустила СПО 2005.
- Милан Комненић — бивши министар за информисање и министар за културу, напустио СПО 2007.
- Влајко Сенић — бивши народни посланик УРС-а, напустио СПО 2007.
- Бојан Димитријевић — бивши министар трговине, туризма и услуга, напустио СПО 2008.
- Александар Милутиновић — бивши директор Јата
- Владимир Божовић — бивши генерални инспектор МУП-а
- Милан Божић — бивши лични саветник Вука Драшковића
- Срђан Срећковић — члан председништва Странке слободе и правде (ССП), бивши потпредседник СПО и бивши министар вера и дијаспоре, искључен из странке телефонским путем 2012.
- Сања Чековић — бивша потпредседница СПО, бивша државна секретарка у министарству за људска и мањинска права, државну управу и локалну самоуправу и бивша актуелна народна посланица, искључена из странке телефонским путем 2012.
- Жика Гојковић — председник Покрета обнове Краљевине Србије, напустио СПО 2017.
- Мирко Чикириз — заменик председника Покрета обнове Краљевине Србије, напустио СПО 2017.
- Зоран Миленковић — члан председништва Покрета обнове Краљевине Србије, напустио СПО 2017.
- Мр Владимир Јелић — потпредседник Покрета обнове Краљевине Србије, напустио СПО 2017.
- Милош Парандиловић — председник Новог лица Србије, напустио СПО 2017.